# Карпозубики
Карпозу́бики (лат. Cyprinodon) — род лучепёрых рыб из семейства карпозубых (Cyprinodontidae). Обитают в водоёмах Северной, Центральной и Южной Америки. Размеры от 3 см (Cyprinodon diabolis) до 10 см (Cyprinodon maya).
В водоёме откладывает икру и когда он высыхает, рыба умирает. Икра остаётся в засохшем иле до сезона дождей. В воде из икры вылупляется уже взрослая особь. Раздельнополые. Размножаются методом спаривания. Ест частички пищи. Обитают в тёплой воде, oдин вид ципринодона (Cyprinodon macularius) обитает даже в горячих источниках Калифорнии с температурой воды 52 °С.

## Виды
В роде карпозубиков (Cyprinodon) 57 видов:
- Cyprinodon albivelis
- Cyprinodon alvarezi
- Cyprinodon arcuatus
- Cyprinodon artifrons
- Cyprinodon atrorus
- Cyprinodon beltrani
- Cyprinodon bifasciatus — двухполосый карпозубик
- Cyprinodon bobmilleri
- Cyprinodon bondi
- Cyprinodon bovinus — львиный карпозубик
- Cyprinodon brontotheroides
- Cyprinodon ceciliae
- Cyprinodon dearborni
- Cyprinodon desquamator
- Cyprinodon diabolis — дьявольский карпозубик
- Cyprinodon elegans
- Cyprinodon eremus
- Cyprinodon esconditus
- Cyprinodon eximius
- Cyprinodon fontinalis
- Cyprinodon higuey
- Cyprinodon hubbsi
- Cyprinodon inmemoriam
- Cyprinodon labiosus
- Cyprinodon laciniatus
- Cyprinodon latifasciatus
- Cyprinodon longidorsalis
- Cyprinodon macrolepis
- Cyprinodon macularius — пустынный карпозубик
- Cyprinodon maya
- Cyprinodon meeki
- Cyprinodon nazas
- Cyprinodon nevadensis — невадский карпозубик
- Cyprinodon nichollsi
- Cyprinodon pachycephalus
- Cyprinodon pecosensis
- Cyprinodon pisteri
- Cyprinodon radiosus — овенский карпозубик
- Cyprinodon rubrofluviatilis — краснореченский карпозубик
- Cyprinodon salinus — солоноватоводный карпозубик
- Cyprinodon salvadori
- Cyprinodon simus
- Cyprinodon tularosa — белый карпозубик
- Cyprinodon variegatus — изменчивый карпозубик
- Cyprinodon verecundus
- Cyprinodon veronicae